# 태조권
태조권(太祖拳)은 송나라를 창시한 송나라 황제 북송 태조의 호에서 착안한 중국 무술의 한 유형이다. 태조권에는 북부 스타일 태조장권과 남부 스타일 남태조권 등 두 가지 뚜렷한 변형이 있다. 태조장권 스타일은 광둥성에서 가르친다. 남태조권은 중화민국에서 가르친다. 두 스타일 모두 푸젠성에서 발견된다.

## 같이 보기
- 홍문
- 장권 (무술)
- 창무관